# 18. ceremonia wręczenia Independent Spirit Awards
18. ceremonia wręczenia niezależnych nagród Independent Spirit Awards za rok 2002, odbyła się 22 marca 2003 roku na plaży w Santa Monica.
Nominacje do nagród ogłoszone zostały 12 grudnia 2002 roku.
Galę wręczenia nagród poprowadził John Waters.

## Laureaci i nominowani
Laureaci nagród wyróżnieni są wytłuszczeniem

### Najlepszy film niezależny
- Jody Allen i Christine Vachon – Daleko od nieba
  - Matthew Greenfield – Życiowe rozterki
  - Anthony Bregman, Ted Hope i Eric d'Arbeloff – Pięknie i jeszcze piękniej
  - Andrew Fierberg, Amy Hobby i Steven Shainberg – Sekretarka
  - Hilary Birmingham i Anne Sundberg – Tully

### Najlepszy film zagraniczny
- I twoją matkę też
  -  Atanarjuat: The Fast Runner
  -  Krwawa niedziela
  -  Pianistka
  -  Odjazd

### Najlepszy reżyser
- Todd Haynes – Daleko od nieba
  - Joe Carnahan – Na tropie zła
  - Nicole Holofcener – Pięknie i jeszcze piękniej
  - Bernard Rose – Ivans Xtc
  - Gus Van Sant – Gerry

### Najlepszy scenariusz
- Mike White – Życiowe rozterki
  - Nicole Holofcener – Pięknie i jeszcze piękniej
  - Dylan Kidd – Lawirant
  - Karen Sprecher i Jill Sprecher – Trzynaście rozmów o tym samym
  - Hilary Birmingham i Matt Drake – Tully

### Najlepsza główna rola żeńska
- Julianne Moore – Daleko od nieba
  - Jennifer Aniston – Życiowe rozterki
  - Maggie Gyllenhaal – Sekretarka
  - Catherine Keener – Pięknie i jeszcze piękniej
  - Parker Posey – Personal Velocity

### Najlepsza główna rola męska
- Derek Luke – Antwone Fisher
  - Graham Greene – Skins
  - Danny Huston – Ivans Xtc
  - Jeremy Renner – Dahmer
  - Campbell Scott – Lawirant

### Najlepsza drugoplanowa rola żeńska
- Emily Mortimer – Pięknie i jeszcze piękniej
  - Viola Davis – Antwone Fisher
  - Jacqueline Kim – Charlotte Sometimes
  - Juliette Lewis – Histeryczna ślepota
  - Julianne Nicholson – Tully

### Najlepsza drugoplanowa rola męska
- Dennis Quaid – Daleko od nieba
  - Alan Arkin – Trzynaście rozmów o tym samym
  - Ray Liotta – Na tropie zła
  - John C. Reilly – Życiowe rozterki
  - Peter Weller – Ivans Xtc

### Najlepszy debiut
(Nagroda dla reżysera)

Reżyser − Tytuł filmu
- Peter Care – Ministranci
  - Neil Burger – Wywiad z zabójcą
  - Eric Eason – Manito
  - Charles Stone III – Płatne w całości
  - Dylan Kidd – Lawirant

### Najlepszy debiutancki scenariusz
- Erin Cressida Wilson – Sekretarka
  - Laura Cahill – Histeryczna ślepota
  - Burr Steers – Ucieczka od życia
  - Neil Burger – Wywiad z zabójcą
  - Heather Juergensen i Jennifer Westfeldt – Całując Jessikę Stein

### Najlepszy debiut aktorski
- Nia Vardalos – Moje wielkie greckie wesele
  - Bob Burrus – Tully
  - America Ferrera – Real Women Have Curves
  - Raven Goodwin – Pięknie i jeszcze piękniej
  - Artel Great – Dahmer

### Najlepsze zdjęcia
- Edward Lachman – Daleko od nieba
  - Harris Savides – Gerry
  - Richard Rutkowski – Wywiad z zabójcą
  - Alex Nepomniaschy – Na tropie zła
  - Ellen Kuras – Personal Velocity

### Najlepszy dokument
- Zabawy z bronią
  - The Cockettes
  - Devil's Playground
  - How to Draw a Bunny
  - Skrecz

### Nagroda Johna Cassavetesa
(przyznawana filmowi zrealizowanemu za mniej niż pięćset tysięcy dolarów)
Tytuł filmu
- Personal Velocity
  - Charlotte Sometimes
  - Dahmer
  - Ivans Xtc

### Nagroda producentów „Piaget”
(6. rozdanie nagrody producentów dla wschodzących producentów, którzy, pomimo bardzo ograniczonych zasobów, wykazali kreatywność, wytrwałość i wizję niezbędną do produkcji niezależnych filmów wysokiej jakości.
Nagroda wynosi 25 000 dolarów ufundowanych przez sponsora Piaget)
- Effie Brown − Real Women Have Curves i Więzienny Blues
  - Allen Bain i Jesse Scolaro − Manito i Cry Funny Happy
  - Eden Wurmfeld  − Całując Jessikę Stein i Fanci's Persuasion

### Nagroda „Ktoś do pilnowania”
(9. rozdanie nagrody „Ktoś do pilnowania”; nagroda przyznana zostaje utalentowanemu reżyserowi z wizją, który nie otrzymał jeszcze odpowiedniego uznania. Nagroda wynosi 25 000 dolarów)

(Reżyser − Film)
- Przemysław Reut − Paradox Lake
  - Eric Eason – Manito
  - Eitan Gorlin − The Holy Land

### Nagroda „Prawdziwsze od fikcji”
(8. rozdanie nagrody „Prawdziwsze od fikcji”; nagroda przyznana została wschodzącemu reżyserowi filmu non-fiction, który jeszcze nie otrzymał uznania. Nagroda wynosi 25 000 dolarów)
- Love & Diane
  - Spellbound
  - Stone Reader
  - Procesy Henry Kissingera